# Allée Federico-Garcia-Lorca
L'allée Federico-Garcia-Lorca est une voie du 1er arrondissement de Paris, en France.

## Situation
L'allée Federico-Garcia-Lorca est une voie publique située dans le 1er arrondissement de Paris. Elle débute rue Baltard et se termine allée André-Breton.

## Origine du nom
Elle porte le nom du poète et dramaturge espagnol Federico García Lorca (1899-1936).

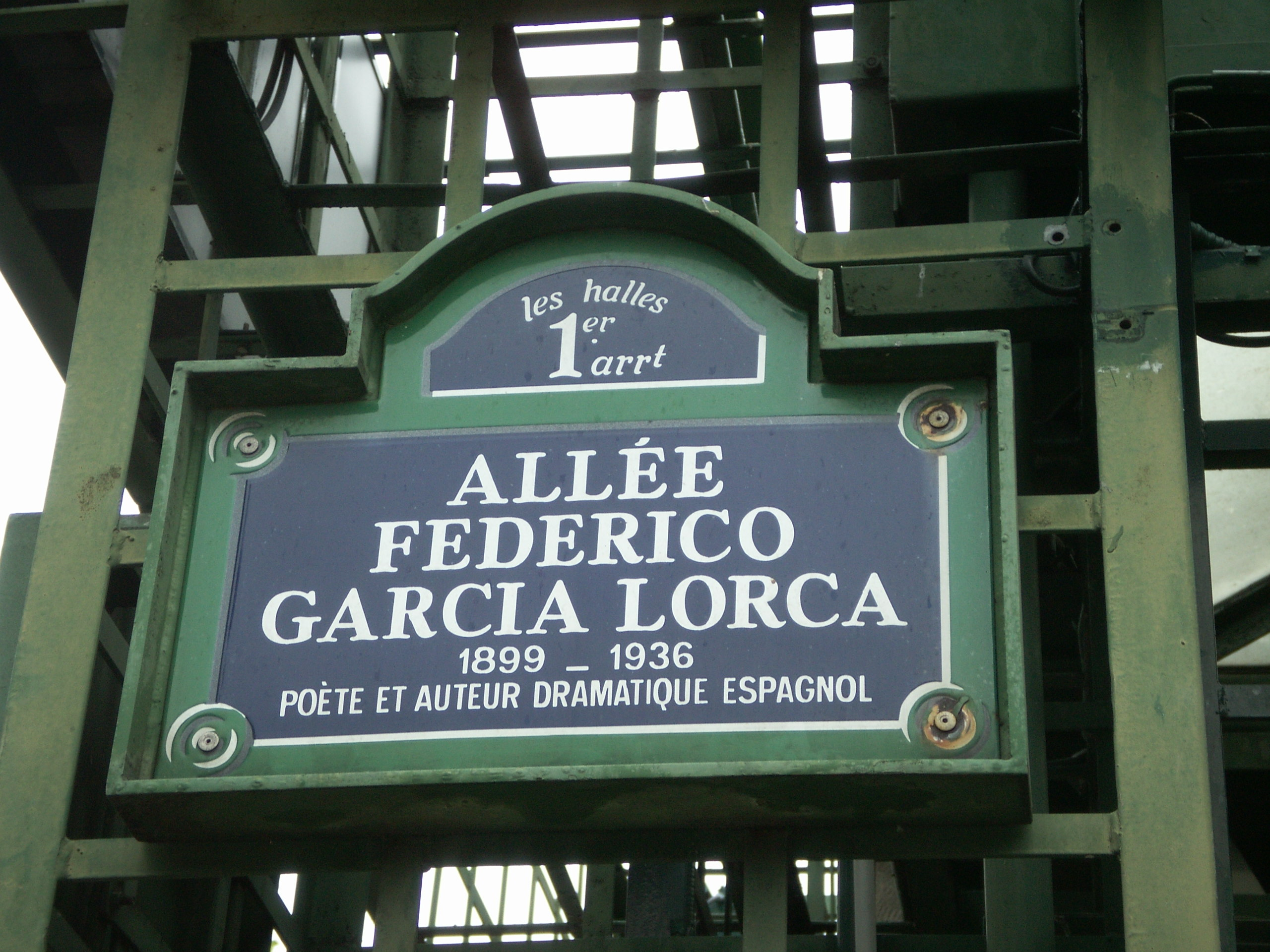
Plaque de rue de l’allée Federico-Garcia-Lorca.

## Historique
Cette voie, créée dans le cadre de l'aménagement du secteur des Halles et qui avait été provisoirement dénommée « voie M/1 », prend son nom actuel le 6 août 1985.
Elle fait partie d'un ensemble d'allées dédiées à des écrivains.

## Pour approfondir